# غزدان (حومة بم)
غزدان (بالفارسية: گزدان) هي قرية تقع في إيران في منطقة مركزية ريفية. يقدر عدد سكانها بـ 225 نسمة بحسب إحصاء 2016.